# 1838
1838 (MDCCCXXXVIII) je bilo navadno leto, ki se je po gregorijanskem koledarju začelo na ponedeljek, po 12 dni počasnejšem julijanskem koledarju pa na soboto.

## Rojstva
- - Džemaluddin al-Afgani, iransko-afganski islamski modernist († 1897)
- 5. januar - Marie Ennemond Camille Jordan, francoski matematik († 1922)
- 16. januar - Franz Brentano, nemški filozof, psiholog († 1917)
- 28. januar - James Craig Watson, ameriški astronom († 1880)
- 29. januar - Edward Williams Morley, ameriški fizik, kemik († 1923)
- 18. februar - Ernst Mach, avstrijski fizik, filozof († 1916)
- 28. februar - Maurice Lévy, francoski inženir, matematik, fizik († 1910)
- 12. september - Arthur Georg Friedrich Julius von Auwers, nemški astronom († 1915)
- 25. oktober - Georges Bizet, francoski skladatelj († 1875)
- 1. november - Khedrup Gyatso, enajsti dalajlama († 1856)
- 29. november - Giovanni Losi, italijanski misijonar Kongregacije kombonijancev  († 1882)
- 3. december - Cleveland Abbe, ameriški meteorolog, astronom († 1916)

## Smrti
- 11. maj - Thomas Andrew Knight, angleški botanik (* 1759)
- 17. maj - Charles-Maurice de Talleyrand-Périgord, francoski diplomat (* 1754)
- 19. julij - Pierre Louis Dulong, francoski fizik in kemik (* 1785)
- 17. avgust - Lorenzo da Ponte, italijanski libretist in pesnik (* 1749)
- 21. avgust - Adelbert von Chamisso, nemški pesnik in botanik (* 1781)
- 3. september - Žiga Graf, slovenski farmacevt, kemik in botanik (* 1801)